# Nick Tandy
Nick Tandy (ur. 5 listopada 1984 w Bedford) – brytyjski kierowca wyścigowy.

## Kariera

### Short Oval Ministox
Tandy rozpoczął karierę w wyścigach samochodowych w roku 1996, od startów w Short Oval Ministox, gdzie zdobył tytuł mistrzowski. W tej samej serii – w edycji zachodnioangielskiej rok później święcił tytuł wicemistrzowski. W edycji brytyjskiej był trzeci w 1998 roku. W głównej z serii tychże mistrzostw najwyżej uplasował się w 1998 roku – był drugi w klasyfikacji generalnej.

### Mini Se7en
Kolejną serią juniorską, w której Brytyjczyk startował były Mistrzostwa Mini Se7en. W edycji zimowej tych mistrzostw stawał dwukrotnie na podium – był trzeci w 2001 i drugi w 2002 roku. W głównych mistrzostwach był klasyfikowany jedynie w sezonie 2002 – zajął 10 pozycję.

### BRDC Single Seater Championship
W 2005 roku Tandy zdobył kolejny tytuł mistrzowski – w BRDC Single Seater Championship, gdzie zwyciężył 11 spośród czternastu wyścigów i tylko raz nie stawał na podium.

### Formuła Ford
W 2006 roku Nick dołączył do stawki Brytyjskiej Formuły Ford. Zwyciężał tam w trzech wyścigach i jedenastokrotnie stawał na podium. Uzbierane 365 punktów dało mu tytuł wicemistrzowski. W tym samym roku był również piąty w Festiwalu Formuły Ford, w klasie Duratec. W 2007 roku w Brytyjskiej Formuły Ford wygrywał już sześć wyścigów. Tym razem pozwoliło to jedynie na trzecie miejsce. Jednakże w Festiwalu Formuły Ford nie miał sobie równych - wygrał klasę Duratec. Rok później startował już tylko gościnnie, a w Festiwalu był piąty.

### Formuła 3
Na sezon 2008 Brytyjczyk podpisał kontrakt z JTR Marshall Westland na starty w Międzynarodowej Serii Brytyjskiej Formuły 3. Tu trzy podia dały mu 86 punktów i ostatecznie 9 miejsce. Rok później wygrał już jeden z wyścigów, jednak w klasyfikacji łącznej był tylko dziesiąty. W 2009 roku pojawił się także na starcie w Formule 3 Euro Series. Tu jednak nigdy nie zdobywał punktów.

### Porsche
W seriach Porsche Brytyjczyk zadebiutował w 2008 roku w Brytyjskim Pucharze Porsche Carrera, gdzie jednak nie był zaliczany do klasyfikacji. W późniejszych latach startował już głównie w Porsche Supercup oraz Niemieckim Pucharze Porsche Carrera. Podczas gdy w 2009 roku były to tylko starty gościnne, rok później święcił już tytuły wicemistrzowskie w obu seriach. Zwyciężał w nich odpowiednio po trzy i pięć wyścigów. W 2011 roku w Supercup było nieco gorzej – zajął piąte miejsce, jednak w Niemieckim Pucharze Porsche Carrera zdobył tytuł mistrzowski. W tym samym roku startował również w Wielkiej Brytanii – był tam czternasty.

### American Le Mans Series
Choć Tandy nigdy nie startował w Głównej Serii Le Mans, w 2012 roku dołączył do stawki American Le Mans Series. Tu był klasyfikowany tylko w klasie GT – 8 punktów dało mu 26 pozycję. Rok później wygrał już jeden wyścig w klasie GTC.

### ADAC GT Masters
Od 2012 roku Tandy startuje w ADAC GT Masters. W pierwszym sezonie startów w ciągu 12 wyścigów czterokrotnie zwyciężał. Uzbierane 117 punktów dało mu siódmą pozycję w klasyfikacji końcowej.

### International GT Open
Kolejną z serii wyścigowych, w których Brytyjczyk odnosił sukcesy jest International GT Open. Zwyciężał tu w pięciu wyścigach i ośmiokrotnie stawał na podium w sezonie 2012. Zarówno w głównej serii, jak i w klasie Super GT dało mu to tytuły wicemistrza serii.

### European Le Mans Series
W sezonie 2013 Tandy dołączył do stawki European Le Mans Series z ekipą Proton Competition. Ukończył sezon na trzeciej pozycji.

## Wyniki w 24-godzinnym wyścigu Le Mans
| Rok  | Zespół                 | Partnerzy                        | Samochód            | Klasa   | Okrążenia | Poz. | Klasa Poz. |
| ---- | ---------------------- | -------------------------------- | ------------------- | ------- | --------- | ---- | ---------- |
| 2011 | Team Felbermayr-Proton | Abdulaziz Al-Faisal Bryce Miller | Porsche 997 GT3-RSR | GTE Pro | 169       | NU   | NU         |
| 2014 | Porsche Team Manthey   | Patrick Pilet Jörg Bergmeister   | Porsche 911 RSR     | GTE Pro | 309       | 36   | 7          |
| 2015 | Porsche Team           | Nico Hülkenberg Earl Bamber      | Porsche 919 Hybrid  | LMP1    | 395       | 1    | 1          |